# HP-22S
La HP-22S es una calculadora electrónica algebraica y científica manufacturada por la compañía de Hewlett-Packard. Esta calculadora es comparable a la HP-32S. En vez de la programación, fue incluido un solver que estaba muy bien implementado. Sufrió de los mismos limitaciones de la 32S, puesto que careció de suficiente RAM para uso serio, sin embargo sigue siendo una muy buena calculadora con un buen conjunto de características. Dentro de las funciones disponibles se incluyen TVM y conversiones de unidades. Solamente son permitidos nombres de variables de una sola letra, pero con algo menos de 1/2 KB de RAM, esto no es un problema serio.